# Johannes Vasator
Johannes Vasator (Johannes VII. Vasator; geboren im 15. Jahrhundert; gestorben nicht vor 1498) war ein deutscher Zisterzienser-Abt.

## Leben
Johannes Vasator wurde am 25. April 1468 zum 33. Abt des Klosters Himmerod gewählt und im Anschluss durch den Trierer Weihbischof Hubert Yffz benediziert. Nachdem schon sein Vorgängerabt Petrus Hund mit wirtschaftlichen Schwierigkeiten im Kloster konfrontiert war, gelang es Vasator einen neuerlichen Aufschwung des Klosters einzuleiten. Von ihm ist ferner bekannt, dass er die beiden heute nicht mehr auffindbaren Kataloge über die Klosterbibliothek anfertigen ließ, die in der Mitte des 15. Jahrhunderts über 2000 Werke enthielt. Er legte im Jahr 1498 sein Amt nieder. Sein Todesjahr ist unbekannt.